# Suan-Li Ong
Suan-Li Ong (* London) ist eine britische Schauspielerin und Model.

## Leben und Karriere
Ong wurde in London geboren. Bereits im Alter von 14 Jahren begann sie ihre Modelkarriere. 2017 erschien sie in der September-Ausgabe des Afi Magazine. Zudem war sie auf dem Cover der September-2015-Ausgabe des Scorpio Jin Magazins zu sehen. Ihre Schauspielausbildung absolvierte an der The Poor School in London.
Ong debütierte 2010 in einer Folge in Spooks – Im Visier des MI5. Außerdem hatte sie kleinere Rollen in Emerald City – Die dunkle Welt von Oz, Snatch, Justice League und Dumbo (2019). 2021 bekam sie in dem Film The Host eine Hauptrolle.

## Filmografie
Filme
- 2011: My So Called Life Sentence
- 2012: James Bond 007: Skyfall
- 2017: Justice League
- 2019: Dumbo (2019)
- 2020: The Host
- 2021: The Petticoat Duel
- 2021: Zack Snyder’s Justice League
- 2024: The Radleys

Serien
- 2010: Spooks – Im Visier des MI5
- 2015: Strike Back
- 2017: Emerald City – Die dunkle Welt von Oz
- 2017: Snatch